# Giuliano da Maiano

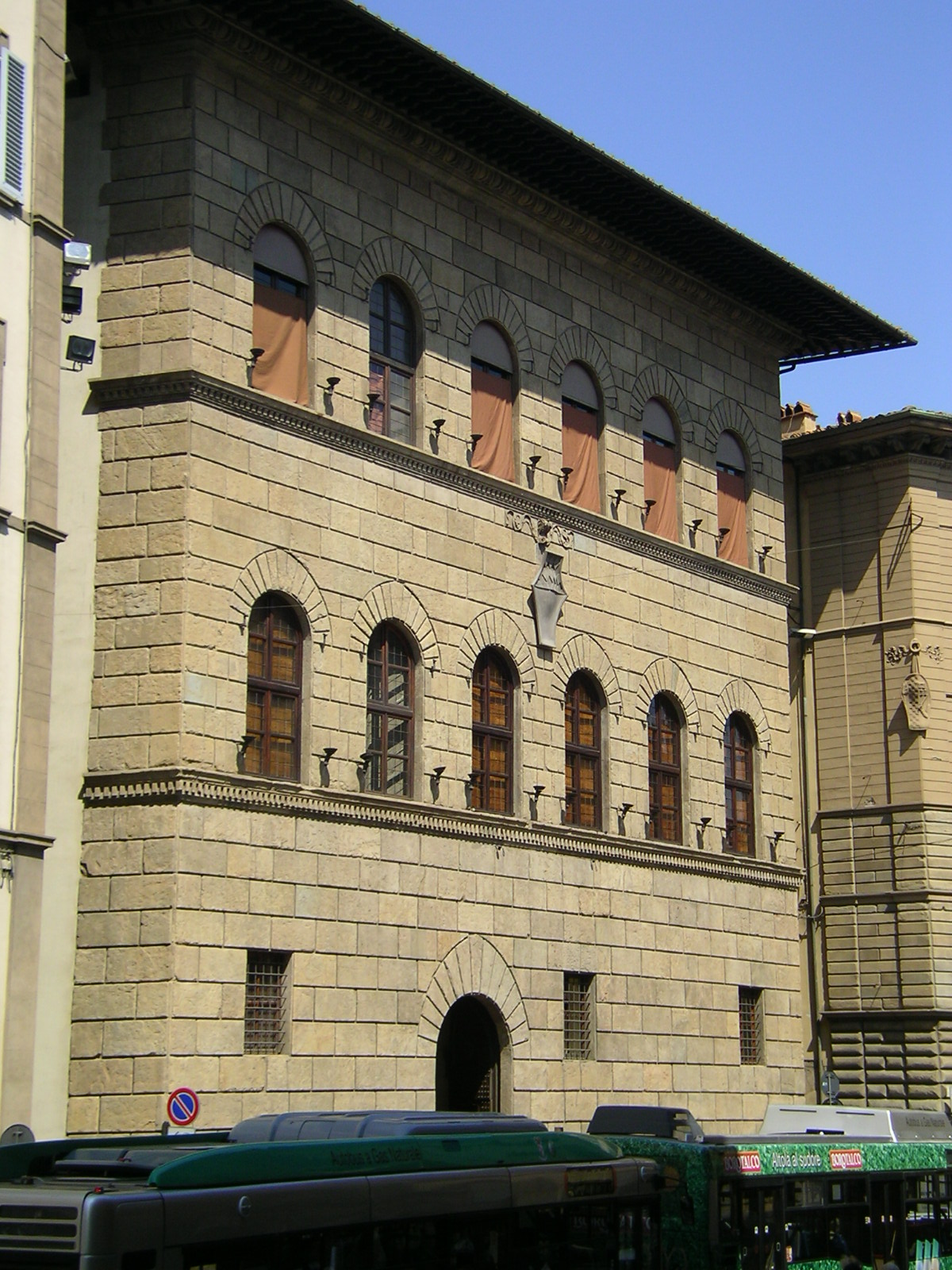
Palazzo Antinori, obra de Giuliano da Maiano

Giuliano da Maiano (Maiano, perto de Fiesole, 1432 – Nápoles, 17 de outubro de 1490) foi um arquiteto e escultor italiano do Renascimento, irmão mais velho de Benedetto da Maiano, com quem muitas vezes colaborava.